# Стрижевська Тетяна
Тетя́на Стриже́вська (*4 травня 1987, м. Одеса) — українська письменниця.

## Життєпис
Народилася 4 травня 1987 року в місті Одеса в родині військовослужбовця та лікарки. У зв'язку з роботою батька багато переїжджала. З 1995 року живе у Києві. Навчалася в Київському Національному університеті ім. Т. Г. Шевченка в Інституті журналістики (2004—2010). Має досвід роботи в жіночій періодиці («Видавничий Дім Український Медіа Холдинг», «Едіпрес Україна»).
У шлюбі з 2010 року. Має доньку. Обожнює прогулянки Києвом. Колекціонує старовинні листівки з київськими адресами. Цікавиться історією столиці.

## Творчість
2011 року стала лауреаткою конкурсу видавництва “Смолоскип” (друга премія за роман «Ad libitum»). Роман вийшов друком у 2014 році (видавництво «Смолоскип»).
2016 року бере участь у конкурсі видавництва “Фонтан казок” «Напишіть про мене книжку». Повість «Файні тОвсті дівки, йо!» про двох ґламурних подруг-киянок, яких відправили на канікули до Карпат, отримала схвальні відгуки журі. Книжка вийшла друком у видавництві “Фонтан казок” (серія «Книжка про мене») у 2017 році. Повість два роки підряд потрапляла в топ продажів видавництва на «Книжковому Арсеналі».
2018 року у видавництві «Легенда» вийшла підліткова повість Тетяни Стрижевської «Де ESC з моїх халеп?». Книжка про старшокласницю Сніжану Юну, ґеймера, отаку та ґіка. 14 грудня 2018 року книжка здобула перемогу в номінації «Дебют виробництва» в «Топі БараБуки».
Повість Тетяни Стрижевської «Борис, Борисе! Щоденник переселенця» отримала 1 премію у номінації «Дорослі для підлітків» на міжнародному літературному конкурсі «Молода Коронація-2020». Повість вийшла друком 2022 року у "Видавництві Старого Лева" під названою «Лінія термінатора».
До теми столичного життя підлітків Тетяна Стрижевська повертається у своєму романі «Кокони», який побачив світ у видавництві «Ранок» за сприяння літагенції «БараБука».
Тетяна Стрижевська пише також для дітей. У «Видавництві Старого Лева» вийшли друком дві її дитячі повісті – «Шоколадний Кіт і Цукеркова відьма» та «Різдвяний Бука».

## Книжки
1. Ad libitum (К.: Смолоскип, 2014)
2. Файні товсті дівки, йо! [Архівовано 24 липня 2018 у Wayback Machine.] (К.: Фонтан казок, 2017)
3. Де ESC з моїх халеп? [Архівовано 24 липня 2018 у Wayback Machine.] (К.: Легенда, 2018)
4. Химерний Київ (К.: Портал, 2020)
5. Кокони (Харків: Ранок, 2021)
6. «Лінія Термінатора» (Львів: Видавництво Старого Лева, 2022)
7. «Шоколадний Кіт і Цукеркова Відьма» (Львів: Видавництво Старого Лева, 2022)
8. «Різдвяний Бука» (Львів: Видавництво Старого Лева, 2023)
9. Колективна збірка оповідань «Кутя-челендж та інші різдвяні оповідання" (Львів: Видавництво Старого Лева, 2024)